# Les Enragés (film, 2006)
Pour les articles homonymes, voir Les Enragés.
Pour plus de détails, voir Fiche technique et Distribution.
Les Enragés (Knallhart) est un film allemand réalisé par Detlev Buck, sorti en 2006, d'après le roman de Gregor Tessnow.

## Synopsis
Michael Polischka, 15 ans, et sa mère, mise à la porte par un ex amant fortuné, sont contraints de quitter un quartier aisé de Berlin pour s'installer dans une banlieue populaire et multi ethnique de la ville, Neukölln. Nouveau venu dans le coin, Michael ne passe pas inaperçu et sa vie devient rapidement un calvaire : il subit les violences d'une bande d’adolescents qui terrorisent le quartier, le rackettent et le tabassent régulièrement. À la maison, les choses ne vont pas mieux puisqu'il est contraint de tolérer une intimité exiguë envers les nombreuses conquêtes de sa jeune mère qui cherche désespérément l’âme sœur… Les seuls plaisirs du quotidien de Michael lui sont apportés par ses deux copains, Crille et son demi-frère Matze, des adolescents livrés à eux-mêmes qui l'initient rapidement à l'art de sécher les cours, boire de l'alcool et cambrioler. Puis il se retrouve rapidement sous la protection de trafiquants de drogue d'origine turque, qui tiennent le quartier à leur merci, et font immédiatement subir des pressions et des menaces de représailles à la bande de voyous qui terrorisent Michael. En échange, pour les remercier, Michael devient leur passeur et livreur.

## Fiche technique
- Titre : Les Enragés
- Titre original : Knallhart
- Titre international : Tough Enough
- Réalisation : Detlev Buck
- Scénario : Zoran Drvenkar et Gregor Tressnow d'après son roman
- Production : Claus Boje
- Musique : Bert Wrede
- Photographie : Kolja Brandt
- Montage : Dirk Grau
- Décors : Udo Kramer
- Costumes : Jale Kustaloglu
- Pays d'origine : Allemagne
- Format : Couleurs - 1,85:1 - Dolby Digital - 16 mm
- Durée : 98 minutes
- Date de sortie : 12 février 2006 (Berlinale).

## Distribution
- David Kross : Michael Polischka
- Jenny Elvers : Miriam Polischka
- Erhan Emre : Hamal
- Oktay Özdemir : Erol
- Kida Ramadan : Barut
- Arnel Taci : Crille
- Kai Michael Müller : Matze
- Hans Löw : Commissaire Gerber
- Jan Henrik Stahlberg : Dr. Klaus Peters
- Amy Mußul : Lisa
- Georg Friedrich : Holger Haginbeck
- Marc Zwinz : Strippe
- Henriette Müller : Jule
- Eva Löbau : Elke
- Stephan Grossmann : Hotte
- Roland Florstedt : Captain Nemo
- Franziska Jünger : Simone

## Distinctions

### Récompenses
- Festival de Berlin 2006 : Label Europa Cinemas